# Tercer principi de la termodinàmica

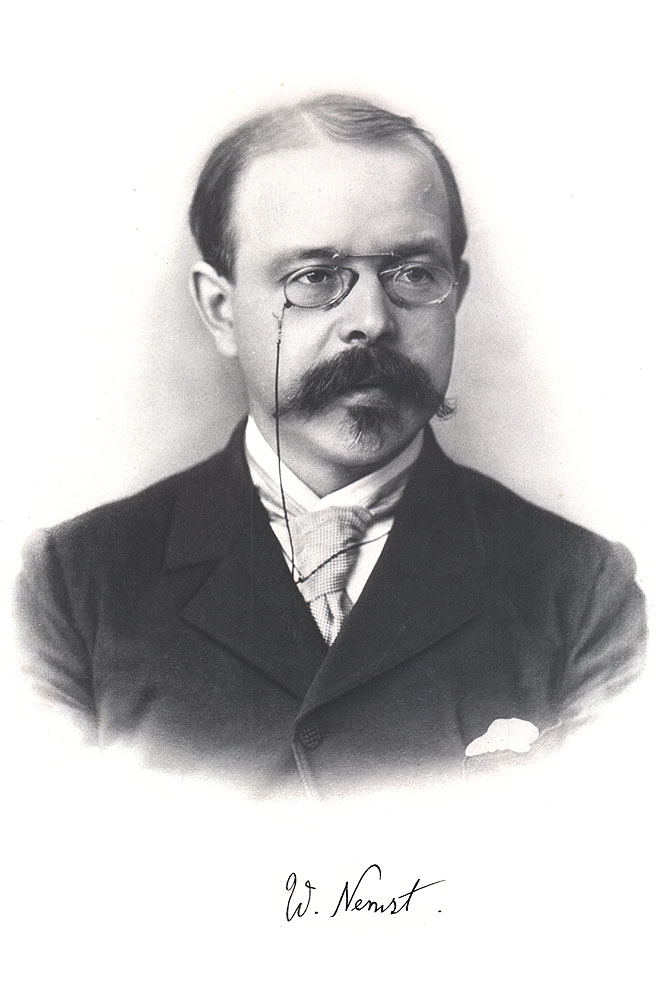
Walther Hermann Nernst (1864-1941)

El tercer principi de la termodinàmica, de vegades anomenat teorema de Nernst, relaciona l'entropia i la temperatura d'un sistema físic.
Aquest principi estableix que l'entropia d'un sistema a la temperatura del zero absolut és una constant ben definida. Això es deu al fet que, a la temperatura del zero absolut, un sistema es troba en un estat bàsic, i els increments d'entropia s'aconsegueixen per degeneració des d'aquest estat bàsic.
El teorema de Nernst estableix que l'entropia d'un cristall perfecte d'un element qualsevol a la temperatura de zero absolut és zero. Tanmateix, aquesta observació no té en compte que els cristalls reals han se ser formats a temperatures superiors a zero i, en conseqüència, tindran defectes que no seran eliminats en ser refredats fins al zero absolut. En no ser cristalls perfectes, la informació necessària per a descriure els defectes existents incrementarà l'entropia del cristall.